# مشتقة فايبر
في سياق ميكانيكا لاغرانج ، يتم استخدام مشتقة فايبر للتحويل بين أشكال لاغرانج و ميكانيكا هاملتوني. بشكل خاص، إذا كان {\displaystyle Q} هو متشعب التكوين ، فسيتم تعريف لاغرانج {\displaystyle L} على حزمة المماس {\displaystyle TQ} ويتم تعريف هاميلتوني على حزمة ظل التمام {\displaystyle {\displaystyle T^{*}Q}}- مشتقة فايبر عبارة عن خريطة {\displaystyle {\displaystyle \mathbb {F} L:TQ\rightarrow T^{*}Q}} بحيث:
{\displaystyle {\displaystyle \mathbb {F} L(v)\cdot w=\left.{\frac {d}{ds}}\right|_{s=0}L(v+sw)},}
حيث {\displaystyle v} و {\displaystyle w} متجهات من نفس مساحة الظل. عندما يقتصر على نقطة معينة ، فإن مشتقة فايبر هو تحويل ليجاندر.